# Kamienica przy ul. Tadeusza Kościuszki 16 w Sanoku
Kamienica przy ul. Tadeusza Kościuszki 16 w Sanoku – budynek położony w Sanoku.
Jest umiejscowiona w centralnej części miasta w dzielnicy Śródmieście, u zbiegu ulicy Tadeusza Kościuszki i ulicy Adama Mickiewicza. Budynek jest dwukondygnacyjny i dwufrontowy. Elewacja południowa znajduje się przy ulicy Kościuszki, a elewacja zachodnia przy ulicy Mickiewicza. Naprzeciw fasady południowej znajduje się Plac Miast Partnerskich, a naprzeciw fasady zachodniej jest położona kamienica przy ul. Tadeusza Kościuszki 22.

## Historia
Pierwotnie budynek figurował pod numerem konskrypcyjnym 849. W latach 30. XX wieku kamienica mieściła się pod numerem 20 ul. Tadeusza Kościuszki.
W przeszłości kamienica stanowiła własność rodziny Eichel. Na początku 1911 w domu adwokata dr. Eichla zamieszkał lekarz dr Izydor Chotiner. 
Stefan Stefański określał budynek jako „kamienicę tudzież dom Eichla (wzgl. Ejchla)”. Jako właścicielki na początku lat 30. figurowały spadkobierczynie Halina i Eugenia Eichel. W tym czasie w budynku istniały dwa mieszkania, 11 tzw. ubikacji (pomieszczeń) i cztery sklepy. Do końca lat 30. w kamienicy mieszkał i miał swoją kancelarię adwokat, dr Wilhelm Eichel. Przeniósł on swoją kancelarię ze Skolego do Sanoka w 1904 (wówczas umieścił ją w domu L. Rotha naprzeciw kościoła). W kamienicy działał m.in. sklep ze słodyczami rodziny Englardów, którzy wytwarzali swoje wyroby w oficynie obok kamienicy przy ulicy Henryka Sienkiewicza 2. 
Po II wojnie światowej w kamienicy działała Miejska Biblioteka Publiczna. Od czasów PRL w lokalu narożnym działa zakład fryzjerski. W budynku do 2017 funkcjonowała Poradnia Psychologiczno-Pedagogiczna w Sanoku.
W 1995 kamienica została odnowiona od zewnątrz. Wejście do kamienicy znajduje się na południowej fasadzie, zaś drzwi w tym miejscu posiadają zdobienia. Budynek został wpisany do gminnego rejestru zabytków miasta Sanoka, opublikowanego w 2015.